# حطام سفينة

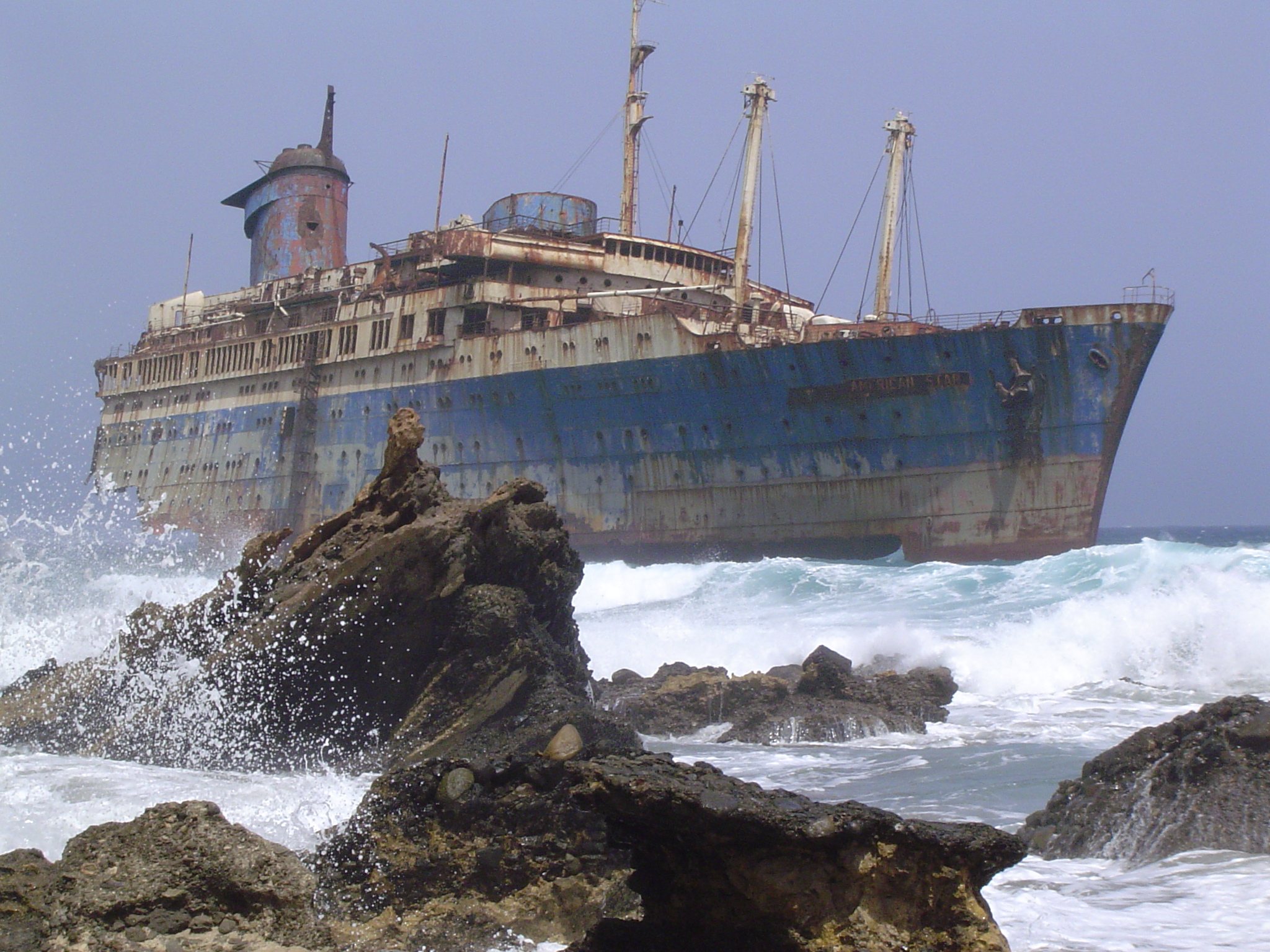
حطام سفينة إس إس أمريكا

حطام سفينة هو بقايا سفينة دمرت، والتي عثر عليها إما على الشاطئ، أو على الأرض أو غارقة في قاع البحر. قد يكون التلف الذي أصاب السفينة مقصود أو قد يكون عارض. وتُقدَِر اليونسكو أنه يوجد في أنحاء العالم أكثر من 3 ملايين حطام سفن، بعضها يصل عمرهُ إلى آلاف السنين، موجودة في قيعان البحار.

## تداعيات بيئية
يتسبب حطام السفن في تلوث المحيطات، إذ غالباً ما تكون السفن الغارقات حاملةً لبضاعة سامة وملوثة كزيت الوقود مثلا.
يصبح الحطام أحيانًا عندما يكون مغطى بالشعاب المرجانية موطنًا بديلاً للعديد من الكائنات البحرية الأخرى ومكان غني من حيث التنوع البيولوجي. وقد تم إغراق العديد من السفن عن عمد لصنع شعاب مرجانية اصطناعية.

## انظرا أيضا
- قائمة الكوارث البحرية.
- حطام عائم، نفايات بحرية، طرح البضاعة في البحر، وحطام مهمل.